# 钛酸钬
鈦酸鈥是一種無機化合物，化學式為Ho2Ti2O7。
鈦酸鈥與钛酸镝和锡酸钬一樣，是一種自旋冰材料。